# Бета-рецептор интерлейкина 8
CXCR2, или β-рецептор интерлейкина 8 (англ. interleukin 8 receptor, beta; IL8RB) — мембранный белок, высокоаффинный рецептор к интерлейкину 8, провоспалительному хемокину, один из двух рецепторов к этому хемокину. Продукт гена человека IL8RB. Относится к большой группе рецепторов, сопряженных с G-белком.

## Функции
CXCR2 относится к семейству рецепторов GPCR. Является рецептором интерлейкина 8. Связывает интерлейкин 8 с высокой аффинностью и передаёт внутриклеточный сигнал через Gi/o. Кроме этого, связывается с хемокином CXCL1/MGSA, а также с CXCL2, CXCL3 и CXCL5.
Обнаружено, что именно этот рецептор опосредует ангиогенный эффект IL8 в эндотелиальных клетках капилляров кишечника. Изучение нокаутных по гену IL8RB мышей позволяет предположить, что кодируемый им белок контролирует миграцию предшественников (англ. precursor cell) эмбриональных олигодендроцитов в развивающемся спинном мозге путём ингибирования их миграции.
Гены IL8RA, IL8RB и IL8RBP (псевдоген IL8RB) образуют кластер генов (англ. gene cluster), картированный в области 2q33-q36 2-й хромосомы.
Мутации гена IL8RB приводят к гематологическим нарушениям.

## Роль в старении
В экспериментальных условиях обнаружено, что удаление гена CXCR2 облегчает репликативное и онкоген-индуцированное старение и уменьшает ответ на повреждение ДНК. Наоборот, увеличенная экспрессия рецептора приводит к преждевременному старению, опосредованному транскрипционным фактором p53.